# Somerset Cricket Club Trojans
Maillots
Le Somerset Cricket Club Trojans est un club bermudien de football basé sur l'île de Somerset. Il dispute ses rencontres à domicile au Somerset Cricket Club Field de Somerset. Dennis Brown y est l'entraineur depuis juin 2019.
Avec 10 titres de champion, il s'agit du club le plus titré du pays, honneur partagé avec le PHC Zebras, qui l'a rejoint au palmarès en 2018.

## Histoire
Le club est fondé en 1964 à la suite de la fusion de deux formations, West End Rovers (pensionnaires de première division) et Somerset Colts, qui joue alors en deuxième division. Il prend donc la place des Rovers et dispute son premier championnat sous sa nouvelle appellation lors de la saison 1964-1965, achevée sur une prometteuse troisième place. Les résultats ne se font pas attendre puisque le Cricket Club remporte quatre championnats consécutifs, entre 1967 et 1970. Dans les années 1980, après une longue période sans résultats, il domine à nouveau le football national, avec quatre titres en six ans, entre 1981 et 1987. Sacrés ensuite en 1993, il doit attendre 2015 pour ajouter une ligne à son palmarès, déjà très riche.
En dépit de ses nombreux succès en championnat, le club ne compte que quatre apparitions en compétitions continentales, la fédération des Bermudes n'engageant pas régulièrement une formation en Coupe des clubs champions ou en CFU Club Championship. Le Cricket Club dispute durant trois années consécutives la Ligue des champions, en 1967, 1968 et 1969. Il doit attendre près de cinquante ans avant de faire son retour sur la scène internationale, puisqu'en 2016, il participe à la CFU Club Championship. Son bilan est faible avec seulement trois victoires en treize rencontres. 
En plus de ses multiples titres de champion, Somerset Trojans compte à son palmarès neuf Coupes des Bermudes.
L'ancien international bermudien Randy Horton a porté les couleurs du club entre 1966 et 1970.

## Palmarès
- Championnat des Bermudes (10)
  - Vainqueur : 1967, 1968, 1969, 1970, 1982, 1983, 1984, 1987, 1993, 2015

- Coupe des Bermudes (9)
  - Vainqueur : 1968, 1969, 1970, 1972, 1976, 1977, 1979, 1988, 1990
  - Finaliste : 1957, 1962, 1975, 1981